# 漳州林氏宗祠
24°30′33″N 117°38′45″E / 24.50917°N 117.64583°E
漳州林氏宗祠位于中国福建省漳州市芗城区振成巷，是漳州七县林氏宗族合建的大宗祠，因林氏尊比干为始祖，故又称比干庙，2006年被列为第六批全国重点文物保护单位。
林氏宗祠始建年代不详，现存四方殿（大殿）和东侧回廊，为明代建筑。四方殿为抬梁与穿斗共存的木构建筑，面阔三间，进深五间，重檐歇山顶，具有宋元时期的建筑风格。